# Ардін Далку
Ардін Далку (алб. Ardin Dallku; нар. 1 листопада 1994, Вучітрн) — албанський та косовський футболіст, захисник полтавської «Ворскли».

## Життєпис
Ардін Далку народився 1 листопада 1994 року в місті Вучітрні (нині в Косові). У 2012 році, за порадою старшого брата Арменда, приїхав на перегляд до полтавської «Ворскли». Тодішньому тренеру полтавців Миколі Павлову сподобалися фізичні дані та бажання молодого албанця, тож із ним було підписано контракт. Але в основному виступав за «Ворсклу» U-19 та U-21. Того ж року його перевели до тренувань із головною командою. За головну команду полтавської «Ворскли» дебютував 10 вересня 2016 року у виїзному матчі проти луцької «Волині».

## Поза футболом
У вільний від футболу час Ардін полюбляє кататися на автомобілі та гуляти вулицями Полтави. З музики віддає перевагу Майклу Джексону, 50 Cent, джазу та американському попу.